# (1483) Hakoila
(1483) Hakoila es un asteroide perteneciente al cinturón de asteroides descubierto por Yrjö Väisälä desde el observatorio de Iso-Heikkilä, Finlandia, el 24 de febrero de 1938.

## Designación y nombre
Hakoila fue designado al principio como 1938 DJ1.
Posteriormente se nombró en honor del físico finés K. J. Hakoila.

## Características orbitales
Hakoila orbita a una distancia media de 2,718 ua del Sol, pudiendo alejarse hasta 3,198 ua. Su excentricidad es 0,1767 y la inclinación orbital 4,496°. Emplea 1637 días en completar una órbita alrededor del Sol.